# Psiloderces egeria
Psiloderces egeria är en spindelart som beskrevs av Simon 1892. Psiloderces egeria ingår i släktet Psiloderces och familjen Ochyroceratidae.
Artens utbredningsområde är Filippinerna. Inga underarter finns listade i Catalogue of Life.